# سارا سوريبس تورمو
سارا سوريبس تورمو (بالإسبانية: Sara Sorribes Tormo) (مواليد 8 أكتوبر 1996 في لا فال د'أويتشو، إسبانيا)، هي لاعبة كرة مضرب إسبانية وتحتل حالياً المرتبة 79 (8 مايو 2017) في تصنيف رابطة محترفات كرة المضرب. أعلى تصنيف لها في الفردي كان 79. أعلى تصنيف لها في الزوجي كان 258.

## روابط خارجية
- سارا سوريبس تورمو على موقع رابطة محترفات التنس (الإنجليزية)
- سارا سوريبس تورمو على موقع الاتحاد الدولي لكرة المضرب (الإنجليزية)
- سارا سوريبس تورمو على موقع كأس بيلي جين كينغ (الإنجليزية)
- سارا سوريبس تورمو على موقع بطولة ويمبلدون (الإنجليزية)
- سارا سوريبس تورمو على موقع خلاصة التنس.كوم (الإنجليزية)
- سارا سوريبس تورمو على موقع إي إس بي إن.كوم (الإنجليزية)
- سارا سوريبس تورمو على موقع اللجنة الأولمبية الدولية (الإنجليزية)
- سارا سوريبس تورمو على موقع أوليمبيديا (الإنجليزية)